# Agricoltura di mercato
L'agricoltura di mercato è un tipo di agricoltura che, oltre a soddisfare il fabbisogno interno, si dirige verso i mercati esteri: la sua produzione è interamente destinata alla vendita.
A differenza del contadino che cerca di produrre tutto ciò che serve all'alimentazione della propria famiglia, l'azienda commerciale di volta in volta sceglie, fra le coltivazioni che meglio si adattano al suolo e al clima, quelle che sono maggiormente richieste dal mercato e che permettono così di realizzare guadagni sempre più elevati.
Nell'agricoltura di mercato sono molto stretti i rapporti con l'industria, che fornisce all'azienda agricola macchinari e prodotti chimici.